# Daniela Estrada
Daniela Estrada Flores, född 25 juni 2001, är en mexikansk konstsimmare. 

## Karriär
Vid panamerikanska spelen 2023 i Santiago var Estrada en del av Mexikos lag som tog guld i lagtävlingen. Vid centralamerikanska och karibiska spelen 2023 i San Salvador tog hon ett guld och två silver.